# پائو لوپز
پائو لوپز ساباتا (اسپانیایی: Pau López Sabata‎؛ زادهٔ ۱۳ دسامبر ۱۹۹۴) بازیکن فوتبال اهل اسپانیا است که برای باشگاه مارسی بازی می‌کند.
وی همچنین در تیم ملی فوتبال کاتالونیا بازی کرده‌است و به تیم ملی فوتبال اسپانیا نیز دعوت شده‌است.